# 江南1970
《江南1970》（韓語：강남 1970；前名《江南布魯斯》）是一部於2015年上映的韓國動作新黑色電影，由柳河（韓語：유하 (1963년)）編寫劇本、導演及監製，並由韓國人氣演員李敏鎬及金來沅主演。電影敘述20世紀70年代韓國漢城（今首爾）江南區房地產業急速發展的情況，令兩位情同兄弟的兩位男主角捲入政治權力和犯罪組織之間的爭鬥，其親情受到挑戰。

## 劇情
白勇奇（金来沅 饰）和金钟大（李敏镐 饰）这对落难兄弟无路可去，偶然机会他们帮黑社会打架，擅长打斗的钟大得到老大姜佶秀的赏识，他为了温饱干脆拜入姜的门下。怎奈世事难料，姜在受伤后金盆洗手，试图退出江湖又身不由己。钟大搭上手眼通天的闵夫人，通过热炒地皮闯出名堂。与此同时，在最初的混战中白勇奇阴差阳错加入敌对帮派，凭着一股狠劲他越做越大，成为帮派中一员不可忽视的猛将。在某次行动中，钟大救下了险些被张德才手下杀害的白勇奇，两个好兄弟久别重逢。
20世纪70年代的韩国，政客与黑道沆瀣一气，鱼肉乡民，在散发着腐臭气息的名利场，钟大和勇奇这对曾经的好兄弟也渐行渐远……

## 演員表

### 主要演員
- 李敏鎬 飾 金鍾大（김종대）/香港配音：鄧肇基[17][18][19][20][21][22][23][24]
- 金來沅 飾 白鎔基（백용기）/香港配音：羅偉傑
- 郑进永 飾 姜佶秀（강길수）/香港配音：羅偉亮

### 友情出演
- 金志秀 飾 閔勝熙（민마담）

### 其他演員
- 金雪炫 飾 姜善惠（강선혜）
- 柳承穆（유승목） 飾 徐泰坤（서태곤）
- 韓在英（朝鲜语：한재영） 飾 朴昌蓓（박창배）
- 李妍度（朝鲜语：이연두） 飾 朱昭貞（주소정）
- 鄭昊彬 飾 梁起澤（양기택）
- 崔鎮鎬 飾 朴昇九（박승구）
- 嚴孝燮 飾 金導演
- 許誠旻（朝鲜语：허성민） 飾 載弼（재필）
- 李石 飾 春浩（춘호）
- 金柳妍（朝鲜语：김유연 (1981년)） 飾 点順（점순）
- 崔秉默（최병모） 飾
- 尹鍾和（윤종화） 飾
- 郭民浩（朝鲜语：곽민호） 飾

## 獎項
| 日期       | 頒獎單位                  | 獎項             | 獲獎人 | 獲獎暨提名 |
| 2015/05/26 | 第51屆 百想藝術大獎       | 電影類最佳人氣獎 | 李敏鎬 | 獲獎       |
| 2015/05/26 | 第51屆 百想藝術大獎       | 愛奇藝明星獎     | 李敏鎬 | 獲獎       |
| 2015/05/26 | 第51屆 百想藝術大獎       | 最佳新人男演員獎 | 李敏鎬 | 提名       |
| 2015/07/08 | 第19屆 富川國際奇幻電影節 | 製作人選擇獎     | 李敏鎬 | 獲獎       |
| 2015/11/20 | 第52屆 韓國電影大鐘獎     | 最佳新人男演員獎 | 李敏鎬 | 獲獎       |
| 2015/11/26 | 第36屆 韓國青龍電影獎     | 人氣明星獎       | 李敏鎬 | 獲獎       |
| 2015/11/26 | 第36屆 韓國青龍電影獎     | 最佳新人男演員獎 | 李敏鎬 | 提名       |
| 2015/11/26 | 第36屆 韓國青龍電影獎     | 人氣明星獎       | 金雪玹 | 獲獎       |

## 付費點播網站
- 2018.11.09  ATV亞洲電視  香港 [25]
- 2019.10.20 NETFLIX

## 外部連結
- 江南1970 （页面存档备份，存于）在Showbox（英语：Showbox）
- 《江南1970》在HanCinema的页面（英文）
- 韩国电影数据库（KMDb）上《江南1970》的資料
- 互联网电影数据库（IMDb）上《江南1970》的资料（英文）
- 江南ブルース （页面存档备份，存于）日本官網